# 埃布斯弗利特联足球俱乐部
埃布斯弗利特联足球俱乐部（英語：Ebbsfleet United Football Club）是位於英格蘭東南部肯特郡格雷夫舍姆泰晤士河畔諾思弗利特的足球會，現時在英格蘭足球聯賽系統第五級的英格蘭足球議會全國聯賽參賽。球隊前名「格拉維森及諾思弗利特」（Gravesend & Northfleet ），於2007年5月1日在公眾諮詢會後宣佈正式更名，更名獲得英格蘭足球總會接納而即時生效。
埃布斯弗利特联的球衣廣告獲得歐洲之星（Eurostar）三年贊助，其高速鐵路在鄰近設有埃布斯弗利特国际火车站（Ebbsfleet International railway station）。
2007年11月球迷集資網站「我的球會」（MyFootballClub）宣佈與球隊已達成收購協議，待「善盡責任」（due diligence）及會員投票通過後即可落實。收購成功後，球隊的運作在英國足球界是獨一無二的，「我的球會」會員取代球隊管理層，投票決定包括出場陣容、買賣球員等。

## 大事紀年
| 年 份   | 事 項                                                                                                | 事 項                                                                                                |
| ------- | --- | --- |
|         | 格拉維森聯（Gravesend United）                                                                       | 諾思弗利特聯（Northfleet United）                                                                    |
| 1894-95 | 肯特聯賽（Kent League）創始成員                                                                      | |
| 1896-97 | 加入南部甲組聯賽（Southern League (Division One)）                                                   | |
| 1901-02 | 重返肯特聯賽                                                                                         | |
| 1902    | 離開肯特聯賽                                                                                         | |
| 1905-06 | 重返肯特聯賽，肯特聯賽亞軍                                                                           | |
| 1906-07 | | 加入肯特聯賽，肯特聯賽亞軍                                                                           |
| 1907-08 | | 肯特聯賽冠軍                                                                                         |
| 1919-20 | | 肯特聯賽冠軍（第二次）                                                                               |
| 1927-28 | | 加入南部東區聯賽（Southern League, Eastern Section）                                                 |
| 1930    | | 離開南部東區聯賽                                                                                     |
|         | 格拉维森及诺思弗利特（Gravesend & Northfleet）                                                       | |
| 1946    | 合併組成格拉维森及诺思弗利特足球俱乐部（Gravesend & Northfleet F.C.）                                | 合併組成格拉维森及诺思弗利特足球俱乐部（Gravesend & Northfleet F.C.）                                |
| 1946-47 | 加入南部聯賽（Southern League）                                                                      | 加入南部聯賽（Southern League）                                                                      |
| 1957-58 | 南部聯賽冠軍                                                                                         | 南部聯賽冠軍                                                                                         |
| 1958-59 | 南部聯賽（東南分區）亞軍，升級南部聯賽（超聯組）                                                     | 南部聯賽（東南分區）亞軍，升級南部聯賽（超聯組）                                                     |
| 1963    | 南部聯賽（超聯組）排第廿位，降級南部聯賽甲組                                                         | 南部聯賽（超聯組）排第廿位，降級南部聯賽甲組                                                         |
| 1970-71 | 南部聯賽甲組季軍，升級南部聯賽（超聯組）                                                             | 南部聯賽甲組季軍，升級南部聯賽（超聯組）                                                             |
| 1972    | 南部聯賽（超聯組）排第廿二位，降級南部聯賽（南區甲組）                                               | 南部聯賽（超聯組）排第廿二位，降級南部聯賽（南區甲組）                                               |
| 1974-75 | 南部聯賽（南區甲組）冠軍，升級南部聯賽（超聯組）                                                     | 南部聯賽（南區甲組）冠軍，升級南部聯賽（超聯組）                                                     |
| 1979-80 | 聯盟超級聯賽（Alliance Premier League）創始成員                                                      | 聯盟超級聯賽（Alliance Premier League）創始成員                                                      |
| 1982-83 | 聯盟超級聯賽排第廿位，降級南部聯賽（超聯組）                                                         | 聯盟超級聯賽排第廿位，降級南部聯賽（超聯組）                                                         |
| 1986    | 南部聯賽（超聯組）排第廿位，降級南部聯賽（南區甲組）                                                 | 南部聯賽（超聯組）排第廿位，降級南部聯賽（南區甲組）                                                 |
| 1988-89 | 南部聯賽（南區甲組）亞軍，升級南部聯賽（超聯組）                                                     | 南部聯賽（南區甲組）亞軍，升級南部聯賽（超聯組）                                                     |
| 1992    | 南部聯賽（超聯組）排第廿二位，降級南部聯賽（南區甲組）                                               | 南部聯賽（超聯組）排第廿二位，降級南部聯賽（南區甲組）                                               |
| 1993-94 | 南部聯賽（南區甲組）冠軍（第二次），升級南部聯賽（超聯組）                                           | 南部聯賽（南區甲組）冠軍（第二次），升級南部聯賽（超聯組）                                           |
| 1997-98 | 轉投依斯米安聯賽（超聯組）                                                                           | 轉投依斯米安聯賽（超聯組）                                                                           |
| 2001-02 | 依斯米安聯賽（超聯組）冠軍，升級足球議會全國聯賽（Conference National）                              | 依斯米安聯賽（超聯組）冠軍，升級足球議會全國聯賽（Conference National）                              |
|         | 埃布斯弗利特联（Ebbsfleet United）                                                                   | |
| 2007    | 更名埃布斯弗利特联（Ebbsfleet United F.C.）                                                          | 更名埃布斯弗利特联（Ebbsfleet United F.C.）                                                          |
| 2008    | 溫布萊決賽1-0擊敗，足總錦標賽冠軍                                                                    | 溫布萊決賽1-0擊敗，足總錦標賽冠軍                                                                    |
| 2009-10 | 議會全國聯賽排第廿二位，降班議會南部聯賽                                                             | 議會全國聯賽排第廿二位，降班議會南部聯賽                                                             |
| 2010-11 | 議會南部聯賽排第三位，附加賽準決賽兩回合累計6-2淘汰切姆斯福德城，決賽4-2擊敗法恩堡，升班議會全國聯賽 | 議會南部聯賽排第三位，附加賽準決賽兩回合累計6-2淘汰切姆斯福德城，決賽4-2擊敗法恩堡，升班議會全國聯賽 |
| 2012-13 | 議會全國聯賽排第廿三位，降班                                                                         | 議會全國聯賽排第廿三位，降班                                                                         |

## 球會歷史
第二次世界大戰後的1946年，由「格拉維森聯隊」（Gravesend United，1893年成立）及「諾思弗利特聯隊」（Northfleet United，1890年成立）合併而組成「格拉维森及诺思弗利特足球俱乐部」（Gravesend & Northfleet F.C.），簡稱「格拉维森」，新球隊繼續採用「諾思弗利特聯隊」的紅白主場球衣顏色及「石橋路運動場」（Stonebridge Road stadium）。到1979年，球隊成為聯盟超級聯賽的創始成員，但兩季後即降級回到南部聯賽超聯組（Southern League Premier）。1997/98年球季「格拉维森」由南部聯賽（Southern League）轉投依斯米安聯賽（Isthmian League），在最高級別的依斯米安聯賽超聯組（Premier Division）中作賽，於2001/02年球季獲得冠軍，升級重回足球協會全國聯賽，這次球隊站穩陣腳，沒有再降級離開。

### 傳統死敵
- 简弗岛（Canvey Island） - 只有兩三年敵對時間，隨著简弗岛於2006年因財務問題連降三級而結束
- 達特福德（Dartford）
- 格雷斯（Grays Athletic） - 最接近的鄰會，相距僅 1.8 英里
- 梅德斯通（Maidstone United）
- 馬格特（Margate）
- 威靈（Welling United）

### 「我的球會」收購
2007年11月13日宣佈與網站「我的球會」（MyFootballClub）達成基本收購球隊協議，擁有來自80國家或地區超過28,000會員的「我的球會」網站中約2萬名會員每人付出35英鎊，集資約70萬英鎊收購資金，每人可獲球隊的等份股份，但不會獲得盈利或分紅，付費會員有權投票決定買賣球員以至出場陣容及所有球隊的重大議題。由於「我的球會」的介入，領隊利亚姆·戴什（Liam Daish）的職銜改稱主教練，而助教團成員獲得全數留效。
於2008年1月16日到1月23日，「我的球會」付費會員投票決定是否落實收購及准許利亚姆·戴什繼續其1月「轉會窗」買賣球員計劃，兩項動議均以超過95%的壓倒性票數通過。於2008年1月23日，「我的球會」會員持有埃布斯弗利特联75%的股權。2008年2月19日「我的球會」正式收購成功，作價635,000英鎊。

## 球會榮譽
- 南部聯賽（Southern League）
  - 冠軍：1957-58年
- 南部聯賽（東南分區）（Southern League South Eastern Section）
  - 亞軍：1958-59年
- 南部聯賽（南區甲組）（Southern League Division One South）
  - 冠軍：1974-75年、1993-94年
  - 亞軍：1988-89年
- 依斯米安聯賽（超聯組）（Isthmian League Premier Division） 
  - 冠軍：2001-02年
- 足總盃
  - 最佳成績：第四圈，1962-63年
- 足總錦標
  - 冠軍：2007-08年

## 著名球員
- （Jamie Ashdown）：二號門將，在效力雷丁時獲外借到「格拉維森」。
- 马克·本特利（Mark Bentley）
- （Jimmy Bullard）：在「格拉維森」出身，現時效力。
- （Barry Fry）：著名領隊，球員時代曾效力「格拉維森」。
- 利安·夏卓（Liam Hatch）
- 罗伊·霍奇森（Roy Hodgson）：著名領隊，球員時代曾效力「格拉維森」。
- 席德·金（Syd King）：1890年代在「諾思弗利特聯」出身，其後成為首任領隊。
- 吉米·罗吉（Jimmy Logie）：二戰後的著名蘇格蘭籍內鋒，其後加盟「格拉維森」成為球員兼領隊。
- 阿當·米拿（Adam Miller）
- 艾克普·索杰（Akpo Sodje）

## 外部連結
- Official website （页面存档备份，存于）
- EbbsfleetUnited.net - Unofficial website （页面存档备份，存于）
- confguide.com
- myfootballclub.co.uk （页面存档备份，存于）